# Elias Canetti

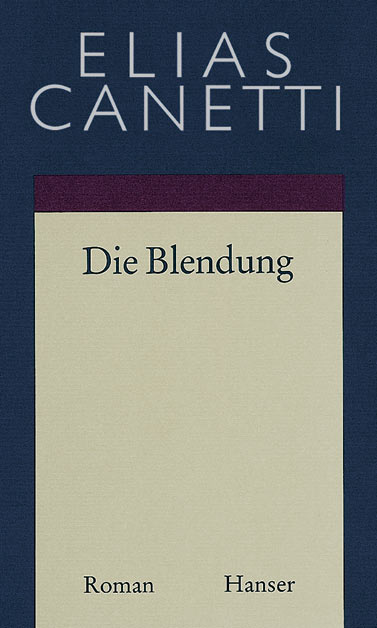
„Blindheid“, 1931

Elias Canetti (Roese (Bulgarije), 25 juli 1905 - Zürich, 14 augustus 1994) was een Duitstalige schrijver en winnaar van de Nobelprijs voor Literatuur in 1981. Canetti was de broer van de Franse platenuitgever en theaterdirecteur Jacques Canetti.

## Leven

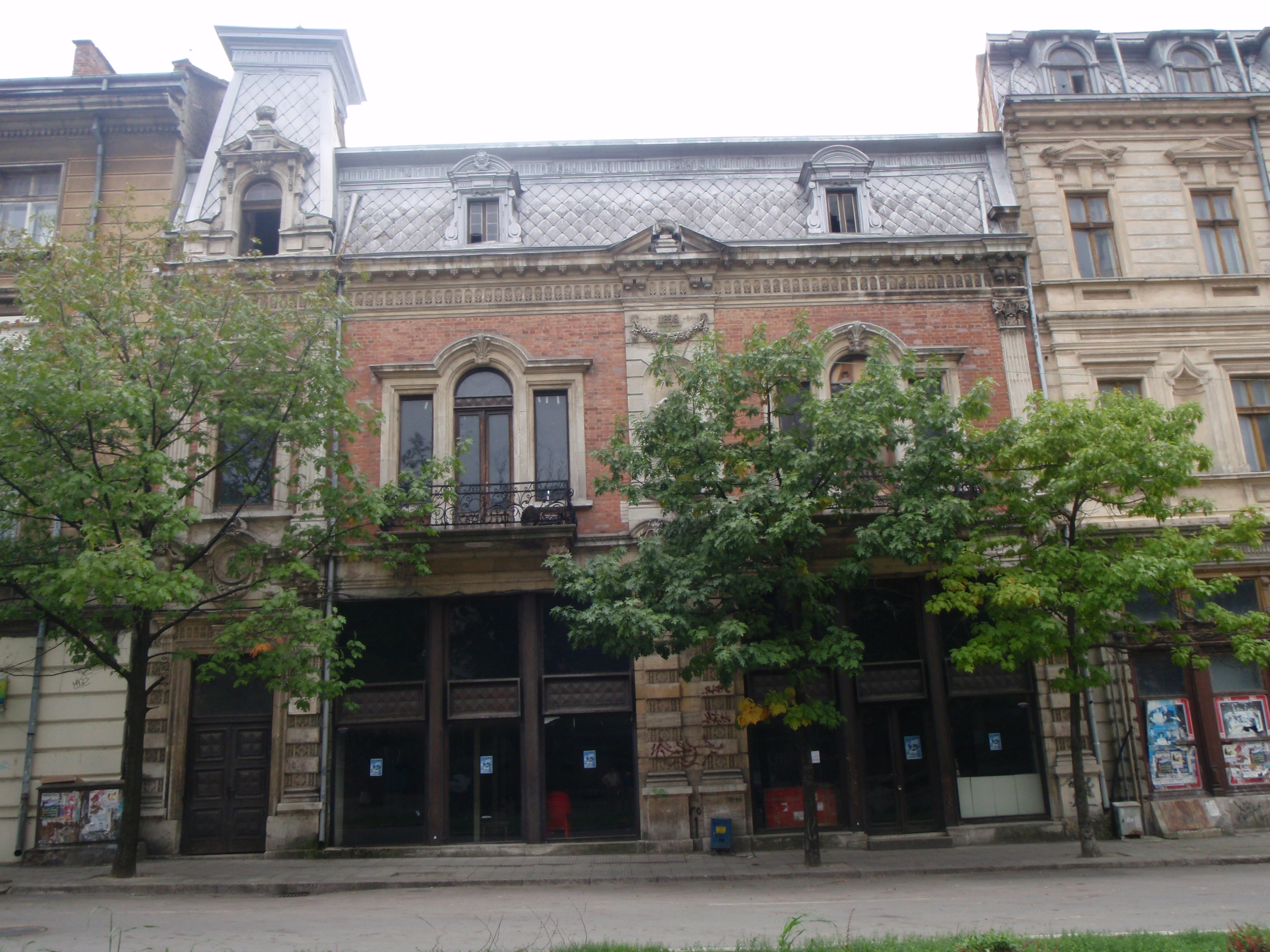
Het geboortehuis van Elias Canetti in Roese, Bulgarije.

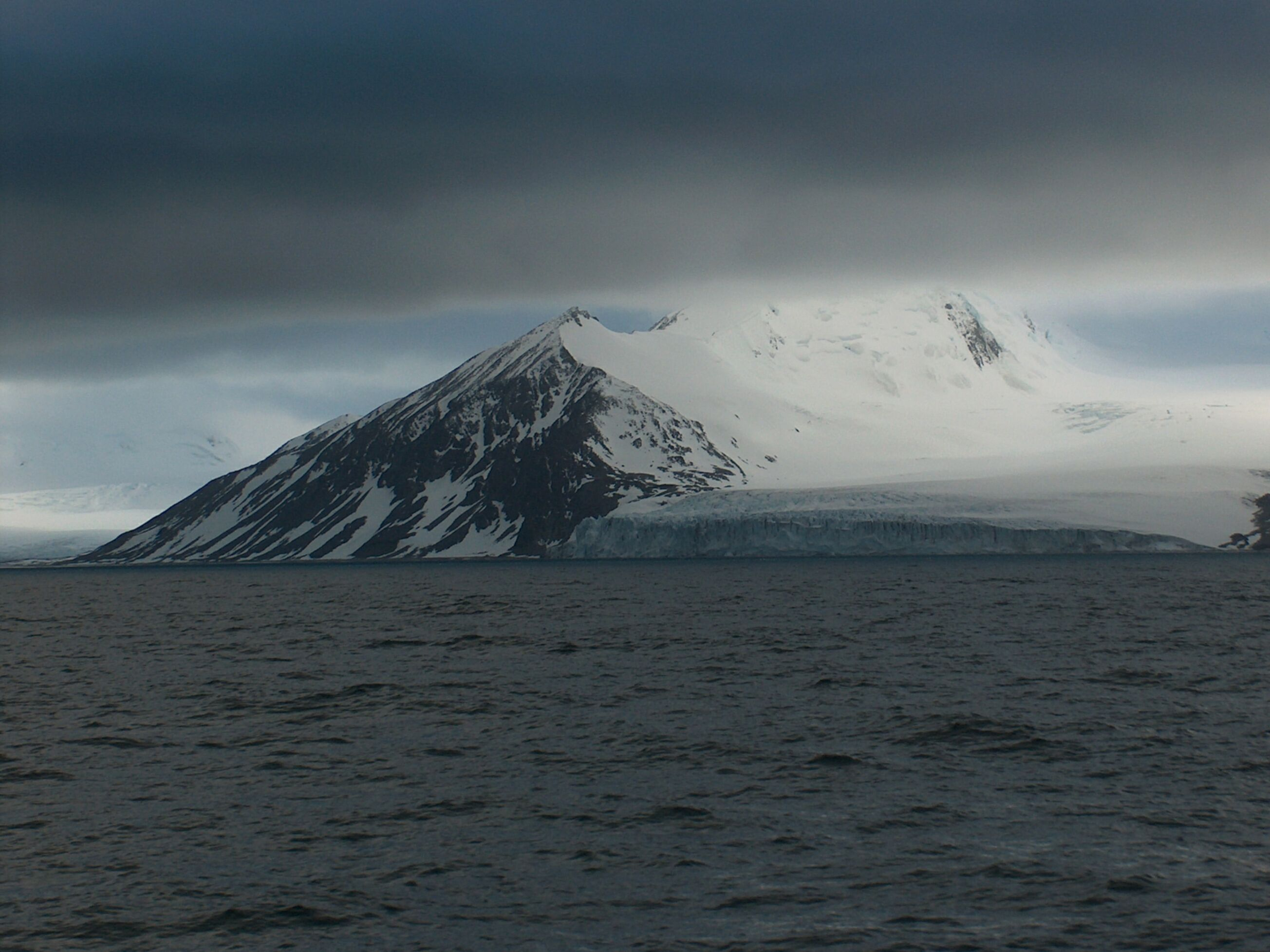
Canetti Peak, Antarctica

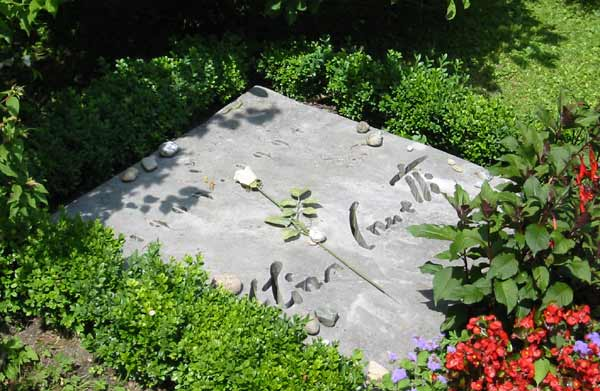
Grafsteen van Elias Canetti.

Elias Canetti was de oudste zoon van een gegoede koopmansfamilie, afkomstig van Sefardische Joden. Hij bracht zijn kinderjaren door in Bulgarije en Engeland. Na de vroege dood van zijn vader in 1912 woonde hij met zijn moeder en jongere broers in verschillende Duitstalige landen: Oostenrijk (Wenen), Zwitserland (Lausanne en Zürich) en Duitsland (Frankfurt). In 1924 verhuisde Canetti terug naar Wenen om scheikunde te studeren. In 1929 studeerde hij af als chemicus aan de universiteit van Wenen. Hij heeft echter nooit als chemicus gewerkt. Tijdens zijn jaren in Wenen werden filosofie en letterkunde zijn grootste interesses. Eens geïntroduceerd in de literaire milieus van Wenen begon hij te schrijven. In 1934 huwde hij Veza (Venetiana) Taubner-Calderon (1897–1963). Hun relatie werd omschreven als “dynamisch”: Canetti bleef interesse houden voor relaties met andere vrouwen.
Canetti woonde in Wenen tot in 1939. De Duitse inval deed hem en zijn vrouw naar Engeland emigreren waar hij na de Tweede Wereldoorlog bleef. In Londen leerde Canetti de schilderes Marie-Louise von Motesiczky kennen. Ze bleven jaren hechte “vrienden”. In 1960 kwam Masse und Macht (Massa en macht) uit, een invloedrijk studie over massapsychologie. Veza stierf in 1963 en Canetti huwde in 1971 met Hera Buschor (1933 – 1988). Ze kregen in 1972 een dochter Johannah.
Hoewel hij een Duitstalige schrijver was, leefde Canetti tot halverwege de jaren zeventig in Groot-Brittannië. De laatste twintig jaar van zijn leven woonde hij het merendeel van de tijd terug in Zürich. Canetti stierf 1994 in Zürich en werd daar begraven vlak bij de laatste rustplaats van James Joyce. Als eerbetoon werd op het Livingston-eiland (een eiland van de Zuidelijke Shetlandeilanden) bij Antarctica een berg naar hem genoemd: Canetti Peak.

## Achtergrond
"Op een van de eerste bladzijden van zijn jeugdherinneringen, in 1977 verschenen onder de titel Die gerettete Zunge, beschrijft Elias Canetti hoe één eigenschap van zijn moeder van jongs af op verzet bij hem stuitte. Hoewel ze de veelzijdigheid in persoon was, schaamde ze zich niet te beweren dat er geen betere familie bestond dan de hare. En dat terwijl ze wist dat het voor een groot deel om hebzuchtige ruziemakers ging. De tegenstrijdigheid tussen haar universaliteit en haar blinde familietrots was het eerste wat Canetti zijn moeder, die hij erg bewonderde, heeft verweten. Wie enigszins met het werk van Canetti vertrouwd is, herkent hier de drijfveer van zijn schrijverschap: opstand, vanuit de openheid voor de enorme verscheidenheid van menselijke mogelijkheden, tegen de engheid van het individu dat zijn eigen positie verabsoluteert.
Dat eenzijdigheid ieder mens bedreigt, ervaart Canetti wanneer hij later school loopt in Zürich. Nu verwijt de moeder haar zoon dat hij in een ivoren toren leeft. Hij meent het leven te kennen omdat hij boeken leest en idealiseert de wereld omdat hij van niets anders benul heeft dan van historische figuren, wetenschap en kunst. Ze verlaat daarom met de zestienjarige jongen het paradijselijke Zürich en trekt naar Duitsland. Canetti leert in Frankfurt de armoede en de onrust van de inflatietijd kennen. In 1927 maakt hij in Wenen mee hoe een arbeidersmassa uit woede over een manifest onrechtvaardig oordeel het gerechtsgebouw in brand steekt en hoe de politie daarop negentig mensen doodschiet. Twee verblijven in Berlijn brengen de openbaring van de chaotische grootstad, waar alles gebeurt wat in het Wenen van Freud alleen maar onderwerp van gesprek was. De botsing van de jonge idealist met de werkelijkheid, die niet alleen veel ruimer, maar vooral anders blijkt te zijn dan hij heeft vermoed, vindt haar neerslag in Die Blendung (1935), Canetti's eerste boek." (Erik de Smedt)

## Prijzen
- In 1967 werd hem de Grote Oostenrijkse Staatsprijs toegekend.
- In 1972 ontving hij de Georg-Büchner-Preis.
- In 1980: Johann-Peter-Hebelprijs
- In 1981 kreeg hij de Nobelprijs voor Literatuur.

## Werk
- Komödie der Eitelkeit (1934)
- Die Blendung (1935) (vertaald als Het Martyrium, roman, 1946)
- Die Befristeten (1956)
- Masse und Macht (1960)
- Aufzeichnungen 1942 - 1948 (1965) (sketches)
- Die Stimmen von Marrakesch (1968)
- Der andere Prozess (1969)
- Hitler nach Speer (essay)
- Die Provinz des Menschen Aufzeichnungen 1942 - 1972
- Der Ohrenzeuge. Fünfzig Charaktere (1974)
- Das Gewissen der Worte (1975) (essays)
- Die gerettete Zunge (1977)
- Die Fackel im Ohr  Lebensgeschichte 1921 – 1931 (1980)
- Das Augenspiel Lebensgeschichte 1931 – 1937 (1985)
- Das Geheimherz der Uhr. Aufzeichnungen (1987)
- Die Fliegenpein (1992)
- Nachträge aus Hampstead (1994)
- Party im Blitz (2003)
- Aufzeichnungen für Marie-Louise (geschreven in 1942, postuum uitgegeven in 2005)

Bijna heel zijn oeuvre werd in het Nederlands vertaald.

## Over Elias Canetti
- Elias Canetti. Themanummer BZZLLETIN 181/182, dec. '90/jan. '91, met bijdragen van onder anderen Salman Rushdie en Johan Polak
- Kris Lauwerys, ‘’Van licht naar duisternis. Drie vrouwen in Wenen 1900-1938’’, Amsterdam, Atheneum-Pollak & Van Gennep, 2024, p. 251-411. Over de relatie tussen Elias Canetti en Veza Taubner.